# Cheumatopsyche dostinei
Cheumatopsyche dostinei là một loài Trichoptera trong họ Hydropsychidae. Chúng phân bố ở miền Australasia.